# آيفون 5
آيفون 5 (بالإنجليزية: iPhone 5) لقبته شركة أبل بأجمل منتج صنعته الشركة على الإطلاق! قد تتساءل لماذا؛ فالمُنتج صُنِع من الزجاج والألومنيوم ويأتي بسمك 7.6 مل متر.

## هيكل الجهاز
- كتلة الجهاز هي 112 جرام فقط (الـ4S كان 140 جرام).
- أبعاد الجهاز هي 123 ميلي ميتر للطول (أطول من الـ4S بـ8 ميلي ميتر) و58 ميلي ميتر للعرض.
- سمك الجهاز 7.6 ميلي ميتر (أنحف من الـ4S بـ9 ميلي ميتر).
- كثافة المواد الداخلية للجهاز أصبحت أقل بنسبة 20% وهذا يعطي شعور براحة وخفة الجهاز وقت الاستعمال.

## التصميم وخامات الهيكل
- التصميم مختلف نسبياً عن جهاز الأيفون 4S.
- خامات الجهاز مختلفة بشكل كامل (عدا الزجاج الأمامي).
- تناغم مختلف في الخلف لجعل تقنية الشبكات أفضل.
- الخامة الخلفية للجهاز قوية جداً، وتعطي الجهاز إمكانية أقل لخدشه أو لكسره.
- زوايا أكثر نعومة من جهاز الـ4S (حدة الزوايا سببت عدم الراحة في الإمساك بجهاز الأيفون 4/S إلّا مع غطاء للجهاز).
- أزرار الـ+ والـ- الخاصة بالصوت مختلفة قليلاً، متحكم تمكين/ إغلاق الصوت متخلف أيضاً وأصبح أصغر.
- فتحة موصل السماعة الخارجية أصبحت في الجهة اليسرى السفلى للجهاز.
- تغيير شكل السماعات المكبرة الخاصة بالجهاز.
- تغيير مكان الكاميرا الأمامية.

## الشاشة
- حجم الشاشة أصبح 4 إنش.
- طول الشاشة أصبح كأغلب الهواتف الأخرى كالسامسونج جالكسي إس 3 والاتش تي سي ون اكس.
- وضوح الشاشة أصبح 1136 × 640 وكثافة الشاشة 326 أي أنها أعلى من الإس 3 والون اكس.
- ألوان الشاشة أفضل بـ44% وهذا بفضل تقنية الـIn-Cell المشابهة لتقنية الـAMOLED الموجودة في هواتف سامسونج القوية.
- الشاشة تظهر اللون الأسود الداكن جداً.
- الشاشة تعطي لون أسود كامل عندما تطفئ وهذا خلاف أجهزة الأيفون القديمة فهي تعطي بعض البهتان في الشاشة.
- لوح الألوان (الـLCD) أصبح أقرب بنسبة 30% من زجاج الهاتف.
- ألوان الشاشة أكثر سطوعاً من شاشة الـ4S (بالرغم أن تقنية الـIn-Cell تقلل من السطوع).

## التقنيات اللاسلكية
- تقنية الـ4G LTE مع دعم حوالي جيد للشبكات العربية.
- تحويل تلقائي في هوائي الشبكة الخاصة بالـ4G.
- تقنية الـ3G DC-HSDPA.
- تقنية وايرليس مطورة جداً.
- استخدام تقنية النانو في شريحة السيم.
- شبكة الـWi-Fi الخاصة بالـفئة الـn مطورة حيث الآن تدعم كلا 2.4 و5.0 جيجا هيرتز.
- الجيل الرابع (الأخير) من البلوتوث.

## المواصفات التقنية
- معالج A6 رباعي النواة في الجرافيكس وثنائي في المعالجة الأساسية. تقنياً سرعة المعالج تضاهي سرعة معالج الإس 3 بسبب بنية نواته المضاعفة.
- استهلاك المعالج للطاقة أقل من معالج الـ4S.
- المعالج أصغر من معالج الـA5 بنسبة 22%.
- الجهاز أسرع بمرتين في المعالجة الأساسية والمعالجة الرسومية.
- ذاكرة عشوائية 1 جيجا.

## الكاميرا (التصوير والتسجيل)
- تصوير بانورامي تصل دقة الصورة فيه إلى 8 ميجا بيكسل.
- عدسات الكاميرا أصبحت أكثر دقة وشفافية من قبل، ومصنعة بتقنيات المايكرو.
- تقنية داخل معالج الـA6 لتحسين تخفيف التشويش.
- تحسين هائل في التصوير الليلي.
- ألوان الصور وتقليل البهتان أصبح أفضل بكثير.
- تصغير الكاميرا بنسبة 25%.
- سرعة التقاط الصور لا تتجاوز الـ0.03 ثانية.
- تسجيل الفيديو تصل دقته لـ1080p بعدد لقطات 30 في الثانية.
- إمكانية التصوير بوضوح كامل قيد تسجيل الفيديو.
- كاميرا أمامية بوضوح 1.2 ميجا بيكسل، مع إمكانية تسجيل فيديو 720p بعدد 30 لقطة في الثانية.
- تحديد الوجوه قيد تسجيل الفيديو.
- ضوء LED خلفي محسن.
- تحسين في ثبات وتركيز الفيديو.

## البطارية
- تحسين عام في البطارية.
- سعة البطارية بالميلي أمبير مطورة (غير محددة حتى الآن).
- صمود لـ225 ساعة.
- إمكانية تشغيل فيديو لمدة 10 ساعات متواصلة، وتشغيل موسيقى لمدة 40 ساعة متواصلة.
- استخدام الإنترنت على الـ3G يصل لثمان ساعات وكذلك الـLTE، و10 ساعات متواصلة على الـWi-Fi.

## الصوتيات
- تقنيات جديدة لتخفيف الضوضاء في الصوت.
- تقنية منافسة للـBeats Audio لجعل الصوت أرقى وأفخم.
- تقنية لمعالجة الصوت في المكالمات لجعل الصوت أكثر طبيعية واسم التقنية Wideband.
- ثلاثة ميكروفونات (خلفية، سفلى وعلوية).
- تقنية تعرف على الصوت مطورة ومختلفة عن earSmart الموجودة في معالج A5.
- مكبر صوت سفلي أقوى وذو صوت أعلى.
- مكبر صوت يحمل خمس محولات طاقة مغناطيسية لجعل الصوت أنقى وأعلى.
- مكبرات الصوت أصغر بـ20% من القديمة.

## السماعات
- تغيير كلي للسماعات.
- شكل مختلف.
- صوت أنقى وأعلى.
- الـBass أصبح أفضل.
- عدم تأثير الهواء والضجيج على صوت السماعة.

## الموصل/ الشاحن الجديد (البرق)
- أصغر بنسبة 80% من الموصل القديم.
- شكل مختلف.
- إمكانية توصيله من أي جهة.
- ثمان شرائح موصلة بالإضافة إلى شريحة موصلة معدنية.
- أكثر عملية وأسرع.
هذه هي المعلومات بالتفصيل حول جهاز الأيفون 5، فأبل طورت كل شيء في جهاز الأيفون، بداية من تصميم مختلف، إلى تقنيات صوتية جديدة. وجميع التغييرات تقريباً تصل إلى حوالي 70 تغيير في الجهاز.
هذا الجزء الأول من موضوع الأيفون 5 بالتفصيل، بإذن الله سيتم ربط المعلومات والتغييرات ببعضها. وتوضيح بعض النقاط حول جهاز الأيفون 5.